# Nadine Kasper
Nadine Kasper (* 9. September 1980 in Schruns) ist eine österreichische Politikerin (GRÜNE). Kasper kandidierte bei der Landtagswahl in Vorarlberg 2019 auf Platz vier des Landeswahlvorschlags der Vorarlberger Grünen und wurde damit in den Vorarlberger Landtag gewählt. Als Landtagsabgeordnete angelobt wurde sie in der konstituierenden Sitzung des Landtags der 31. Legislaturperiode am 6. November 2019.

## Werdegang
Nadine Kasper wurde in Schruns im Vorarlberger Montafon geboren. Sie besuchte die Höhere Lehranstalt für wirtschaftliche Berufe in Rankweil, wo sie im Jahr 2000 maturierte. Von 2001 bis 2006 studierte sie Kommunikationswissenschaften mit Schwerpunkt Marketing und Public Relations an der Universität Salzburg (Diplomarbeit zum Thema Das Fremde in der Kulturtheorie. Eine Spurensuche). Das Studium schloss sie 2006 als Magistra der Kommunikationswissenschaft (Mag. Komm.) ab. Im Anschluss daran begann sie, im Bereich Marketing und PR zu arbeiten. Im Jänner 2019 wurde Nadine Kasper zur Pressesprecherin der Vorarlberger Grünen und ihres Landessprechers Johannes Rauch bestellt.

## Politischer Werdegang
Erstmals politisch tätig wurde Nadine Kasper bei der Landtagswahl in Vorarlberg 2014, bei der sie auf der Bezirksliste der Grünen im Wahlbezirk Bludenz am dritten Listenplatz kandidierte. Zwar wurde sie bei dieser Wahl nicht in den Landtag gewählt, in der Folge im Rahmen der Gemeindevertretungswahl 2015 als Spitzenkandidatin der Grünen in ihrer Heimatgemeinde Vandans aufgestellt, in der sie zu diesem Zeitpunkt gegen die bislang regierende Einheitsliste von Bürgermeister Burkhart Wachter antrat. Seitdem ist Kasper in Vandans als Grüne Fraktionsobfrau in der Vandanser Gemeindevertretung tätig. Im Jänner 2017 wurde sie Mitglied des Landesvorstandes der Grünen Vorarlberg.
Im Vorfeld der Landtagswahl in Vorarlberg 2019 wurde Nadine Kasper im Wahlbezirk Bludenz erneut auf den dritten Listenplatz gewählt und gleichzeitig auf Platz vier der grünen Landesliste platziert. Über ein Mandat der Grünen auf der Landesliste gelang Kasper schließlich auch der Einzug in den Landtag. Die Angelobung als Abgeordnete im Landtag der 31. Legislaturperiode fand am 6. November 2019 statt.
Inhaltlich ist sie im Grünen Landtagsklub als Bereichssprecherin für die Bereiche Familie, Tierschutz, Tourismus und Gesundheit zuständig.

## Privatleben
Nadine Kasper ist verheiratet und Mutter von drei Kindern. Sie lebt mit ihrer Familie in Vandans.